# رود پشیش
رود پشیش (انگلیسی: Pshish) یک رودخانه در استان آدیغیه کشور روسیه است.